# Drehmomentsensor
Ein Drehmomentsensor (siehe auch Drehmomentaufnehmer) ist ein Sensor zur Erfassung der physikalischen Messgröße Drehmoment. Das Drehmoment gibt an, wie stark eine Kraft auf einen drehbar gelagerten Körper wirkt. Das Drehmoment wird in der Einheit Nm angegeben. Drehmomentsensoren werden in zwei verschiedene Klassen unterteilt:
- Statische Drehmomentsensoren
- Dynamische (rotative) Drehmomentsensoren

Die Drehmomentmessung an einem Messobjekt ist in der Regel immer eine indirekte Messung. Die meisten Messprinzipien beruhen auf der Erfassung von Dehnungs- oder Spannungseigenschaften eines Materials. Die Dehnungs- bzw. Spannungskennlinien von Materialien sind in einem bekannten Arbeitspunkt oder einem Arbeitsfenster in der Regel proportional zu dem Drehmoment. Wenn man diesen Arbeitspunkt oder das definierte Fenster verlässt, kann es unter Umständen passieren, dass dieser proportionale Zusammenhang nicht mehr existiert und damit keine sinnvolle Messung mehr möglich ist. Um ein Drehmoment an einem Messobjekt zu erfassen, bestehen verschiedene technologische Möglichkeiten:
- Dehnungsmessstreifen (DMS)
- passive magnetoelastische Dehnungsmessung (Magnetostriktion)
- aktive magnetisch-induktive Dehnungsmessung (Inverse Magnetostriktion)
- faseroptische Dehnungsmessung

## Statische Drehmomentsensoren
Ein statischer Drehmomentsensor erfasst die Drehmomente an einem Messkörper oder einer Messstelle, welche sich – unter Beaufschlagung einer Kraft – nicht bewegt. Der Drehmomentsensor kann in diesen Anwendungen direkt mechanisch mit dem Messobjekt gekoppelt werden. Bei statischen Drehmomentsensoren ist der Messaufbau im Vergleich zu der dynamischen Drehmomentmessung relativ einfach, da der Sensor durch eine einfache Verkabelung mit Energie versorgt werden kann und die Messsignale abgegriffen werden können.
Für die Messung von Drehmomenten und die Kalibrierung von Drehmomentsensoren gibt es Normen und Vorschriften für den Messaufbau und den Messablauf.

## Dynamische (rotative) Drehmomentsensoren
Dynamische (rotative) Drehmomentsensoren erfassen die Drehmomente an Messobjekten, die sich aufgrund der Beaufschlagung einer Kraft drehen. Das Drehen des Messobjektes stellt den Anwender vor die Herausforderung, zum einen eine Erfassung der mechanischen Spannungen oder Dehnungen der Messstelle zu erreichen, und zum anderen die Messstelle mit der notwendigen Energie für die Messung zu versorgen und die Messdaten weiterzuleiten. Es haben sich zwei prinzipielle Möglichkeiten entwickelt, um eine solche Messung zu realisieren:
- kontaktierende Messsysteme (DMS)
- kontaktlose Messsysteme (telemetrisch mit DMS)
- kontaktlose Messsysteme (magnetoelastische Sensoren)

Kontaktierende Messsysteme werden mechanisch – durch Verschraubung oder Verklebung – mit der Messstelle verbunden. Die Energieversorgung wird entweder über Schleifringe und Schleifkontakte oder über drahtlose Energie- und Informationsübertragung realisiert. Diese Systeme haben den Nachteil, dass sie oft teuer und kompliziert zu integrieren sind, liefern aber aufgrund der Technologiereife eine zuverlässige Messgröße. Kontaktlose Messsysteme interagieren mit der Messstelle entweder über Magnetfelder oder Akustik. Beide Technologien bieten die Möglichkeit, durch die Erzeugung eines Stimulus eine Interaktion mit Materie zu erreichen. Die Interaktion besteht darin, die Antwort des Stimulus aufgrund der Veränderung durch die Materie (Messstelle) zu bewerten und daraus die gewünschte Information zu extrahieren.

## Technologien für Drehmomentsensoren

### Dehnungsmessstreifen
Der Dehnungsmessstreifen (DMS) ist eine Technologie, die sich in den letzten 30–40 Jahren in der Industrie und Messtechnik etabliert hat. Seine ständige Weiterentwicklung hat dazu geführt, dass das System sehr zuverlässig ist und in vielen Anwendungen – oft alternativlos – eingesetzt wird. Dehnungsmessstreifen werden häufig auch zu Kraftmessung verwendet. Der Nachteil des Dehnungsmessstreifen in der Drehmomentmessung ist die notwendige zuverlässige mechanische Kopplung an die Messwelle. Der DMS wird in den meisten Anwendungen mit einem speziellen Klebstoff auf die Messstelle geklebt. Diese Verbindung ist notwendig, da die Dehnungen der Messstelle auf die Metallstruktur, deren resistive Änderung erfasst wird, die Genauigkeit der Messung stark beeinflusst.
Die auf der Messstelle aufgeklebten DMS werden entweder über ein kompliziertes Funksystem oder über Schleifringe mit Energie versorgt.
Zur Messung des Drehmoments werden in der bevorzugten Anordnung vier DMS auf die Oberfläche der meist als Messobjekt dienenden Welle aufgeklebt, zwei davon in einem Winkel von 45° nach oben und zwei in einem Winkel von 45° nach unten. Je nach Drehrichtung erfahren somit stets zwei DMS eine Dehnung und zwei eine Stauchung, wodurch sich die DMS-Widerstände entsprechend gegensinnig ändern. Die vier DMS werden zur Signalauswertung in eine Vollbrücke verschaltet, die durch eine entsprechende Spannung versorgt wird. Die Brückenausgangsspannung ist innerhalb der üblichen Messbereiche dann weitgehend proportional zum Drehmoment.

### Aktive magnetisch-induktive Drehmomentsensoren
Bereits 1960 wurden die ersten Patente angemeldet, die eine Technologie beschreiben, die in der Lage ist, ohne Kontakt zur Messstelle eine Drehmomentmessung zu ermöglichen. Über eine Induktivität wird ein magnetisches Wechselfeld in die Messstelle eingekoppelt. Durch Krafteinwirkung in die Messstelle verändert sich die Suszeptibilität der Messstelle. Diese Änderung wirkt sich auf die Permeabilität des Materials und damit auf die magnetische Leitfähigkeit aus. Diese Veränderung der magnetischen Leitfähigkeit kann mit sekundären Induktivitäten erfasst und in ein Messsignal, welches proportional zum angelegten Drehmoment ist, umgesetzt werden.
Diese Technologie hat erst in den 2000er Jahren ihren Durchbruch geschafft, da für die Erzeugung der hochfrequenten Wechselfelder und deren Messung leistungsfähige Elektronik notwendig ist. Der Bedarf in der Elektromobilität, vor allem bei Pedelec oder bei E-Bike-Anwendungen, nach Drehmomentsensoren ist einer der Treiber für die ständige Weiterentwicklung dieser Technologie.

### Magnetoelastische Drehmomentsensoren
Magnetoelastische Drehmomentsensoren sind berührungslos arbeitende Sensoren, die auf dem physikalischen Prinzip des magnetoelastischen Effekts basieren. Dieses beschreibt die Veränderung der magnetischen Eigenschaften eines ferromagnetischen Materials unter mechanischer Spannung. Sie finden Anwendung in zahlreichen Branchen, darunter die Automobiltechnik, industrielle Fertigung und Robotik.

#### Physikalisches Wirkprinzip
Der magnetoelastische Effekt tritt in ferromagnetischen Materialien wie Stahl auf. Wird das Material durch ein Drehmoment belastet, ändert sich die Orientierung der magnetischen Domänen im Inneren des Materials. Diese Änderungen führen zu einem veränderten Streufeld, das von Magnetfeldsensoren erfasst wird. Die daraus resultierenden Messdaten werden in elektrische Signale umgewandelt, die proportional zum Drehmoment sind. Um eine definierte Ausgangsbasis zu schaffen, wird das Material vorab magnetisch polarisiert.

#### Vorteile
Magnetoelastische Drehmomentsensoren bieten mehrere Vorteile:
- Berührungslose Messung: Sie minimieren Verschleiß und mechanische Beeinträchtigungen.
- Robustheit: Sie sind widerstandsfähig gegenüber Staub, Feuchtigkeit und hohen Temperaturen, wodurch sie sich für raue Einsatzbedingungen eignen.
- Dynamische Eigenschaften: Die Technologie erlaubt die Erfassung schneller Änderungen des Drehmoments im hohen kHz Bereich.
- Einfache Integration: Sie lassen sich unkompliziert in bestehende Systeme integrieren.
- Wartungsfreiheit: Der Verzicht auf bewegliche Teile reduziert den Wartungsaufwand.

### Technische Grenzen
Die Nutzung magnetoelastischer Drehmomentsensoren bringt auch Herausforderungen mit sich:
- Materialabhängigkeit: Nicht alle Materialien eignen sich gleichermaßen aufgrund ihrer magnetischen Eigenschaften.

### Anwendungen
Magnetoelastische Drehmomentsensoren werden in verschiedenen Bereichen eingesetzt:
- Automobilindustrie: Zur Drehmomentmessung in Antriebssträngen, Elektromotoren und Lenksystemen, im Formel 1 Sport zur Entwicklung und BOP (Balance of Power).
- Industrielle Fertigung: Zur Qualitätssicherung in Schraubsystemen.
- Robotik: Zur Präzisionssteuerung von Aktoren und Greifern.
- Energiewirtschaft: Zur Überwachung von Windturbinen und rotierenden Maschinen.